# Jane Elizabeth Jones
Jane Elizabeth Jones (Vermon, 13 de marzo de 1813 - 13 de enero de 1896) fue una sufragista y abolicionista estadounidense y pionera de la primera ola del feminismo. 

## Biografía
Jane Elizabeth Hitchcock nació en Vernon, Nueva York, el 13 de marzo de 1813. Sus padres eran Rubén y Electra Hitchcock (nacida Spaulding).
Jones era conocida por sus opiniones abolicionistas y viajó por toda Nueva Inglaterra, Pensilvania y Ohio como conferenciante en apoyo del abolicionismo que defendía William Lloyd Garrison. En 1845, viajó a Salem, Ohio, con su colega profesora abolicionista, Abby Kelley. Organizaron contuntamente actividades contra la esclavitud. Hitchcock coeditó el Bugle Anti-Slavery junto con Benjamin Jones, que se convertiría en su esposo. En 1850, pronunció una conferencia antes de la Convención de las Mujeres de Ohio en Salem, Ohio, donde destacó a las personas en situación de esclavitud y a las mujeres, deseando que el término "derechos de la mujer" dejara de utilizarse y se centrara en los derechos humanos para todos. En 1861, Jones presionó con éxito con Frances Dana Barker Gage y Hannah Tracy Cutler para que la ley de Ohio otorgara derechos de propiedad limitados a las mujeres casadas
En The Young Abolitionist; o Conversaciones sobre la esclavitud, Jones usa la forma de libro infantil para hablar a las voces políticas de las mujeres. A través del personaje materno, que discute con sus hijos la esclavitud en la historia americana, proporciona una historia completa al lector.
Murió el 13 de enero de 1896.

## Otras lecturas
- editor, Edward T. James, editor ; Janet Wilson James, associate editor ; Paul S. Boyer, assistant (1974). Notable American Women, 1607–1950 : A Biographical Dictionary (3. print. edición). Cambridge, Mass.: Belknap Press of Harvard University Press. ISBN 9780674627345.
- Bansal, Sujata; Bail, Scharada (2004). Icons of social change. New Delhi: Puffin Books. ISBN 9780143334835.

- Datos: Q22957949